# Tomaševci
Tomaševci – wieś w Chorwacji, w żupanii zagrzebskiej, w gminie Žumberak. W 2011 roku liczyła 10 mieszkańców.